# Карпов, Пимен Иванович
Пи́мен Ива́нович Ка́рпов (6 [18] августа 1886, Турка, Рыльский уезд, Курская губерния — 27 мая 1963, Москва) — русский поэт и прозаик, драматург.

## Биография
Родился в крестьянской семье. Одно время он пребывал в обучении у местного сапожника, а летом снаряжался в город на случайные заработки. В 1899 году окончил школу грамоты Рыльского уезда.

Начало своей творческой деятельности он отнёс к 1904 году. В 1905—1907 гг. принимал участие в революционном движении. С 1906 года печатает в газетах репортажи о деревенской жизни. Первое стихотворение публикует в 1908 году. Первая книга Карпова вышла в свет в 1909 году. Это был сборник статей-памфлетов «Говор зорь. Страницы о народе и интеллигенции», в котором Карпов выступил с критикой русской интеллигенции, а также «мракобесов» и «угнетателей» (под которыми автор имел в виду «капиталистов»):
Эту книгу преследовал какой-то злой рок. Любовно заносил я в неё мысли и наблюдения о сектантском движении в народе и о том священном огне, который теплится в нем, но который, с одной стороны, расхищается интеллигентами, а с другой — гасится мракобесами и угнетателями; с негодованием восставал я в ней на защиту духовного богатства русского народа, — богатства, погубленного и обесцененного хищниками; с горечью и болью жаловался на смертоносную отраву ушедшего с земли в каменные футляры народа — городской «культурой» и интеллигентским пониманием жизни. Всё это воспроизведено в книге лишь отчасти. Дело в том, что в беспрерывных скитаниях я потерял подлинник книги. Собранная по воспоминаниям, она, хотя и не полная, всё-таки была приготовлена к печати. Но тут выяснилось, что, по крайней мере, две трети не могут пройти в цензурном отношении, а именно — те, где говорилось об угнетателях, и мракобесах. Пришлось ограничится лишь статьями, приводимыми здесь. В них всё, касающееся не-интеллигентов вычеркнуто мной и книга поневоле носит несколько односторонний характер. Но всё-таки книгу я считаю цельной. Хотя весь корень зла и не в одних интеллигентах, однако, народ считает их главными виновниками этого зла. (Из авторского предисловия к книге «Говор зорь»).
Под впечатлением от «Серебряного голубя» Андрея Белого написал орнаментальной прозой в защиту хлыстов свой самый известный роман «Пламень. Из жизни и веры хлеборобов» (1913). В отличие от романа Андрея Белого, где хлыстовская вера предстаёт тёмной и гибельной силой, Пимен Карпов рисует хлыстовство как светлое начало, а в качестве дьявола использует образ представителя привилегированного сословия (помещик и «камергер-деторастлитель» Гедеонов). Есть в этом произведении и представители тёмных сил в религиозных исканиях народа — секта сатанаилов, отчего книга насыщена картинами «душевных и телесных» мучительств, насилия и совершающихся в русских церквах «кровавых месс». Роман был конфискован и сожжён, а автор был привлечён к суду за богохульство и порнографию

Поэт Александр Блок увидел в этом романе предупреждение о неминуемом столкновении государства и интеллигенции с народной стихией (рецензия 1913 года):
…книга Карпова посвящена «пресветлому духу отца, страстотерпца и мученика, сожжённого на костре жизни»; плохая аллегория, суконный язык и… святая правда.
Карпов не видит в русской жизни ничего, кроме рек крови и моря огня: страсть, насилия, убийства, казни, все виды мучительств душевных и телесных — это «фон» повести; на таком фоне борются два начала: начало тьмы, сам дьявол, помещик, «камергер-деторастлитель» Гедеонов, который сам себя называет «железным кольцом государства»; и начало света, хлыст Крутогоров, который сквозь мрак и страдание идёт к Светлому Граду. Все остальные лица — мужики, хлысты, «злыдота», колдунья, светлая девушка, монахи, родственники камергера и пр. — такие же «олицетворённые начала»: не лица, а отпрыски двух родов, светлого и проклятого. Карпов не может видеть иначе: кровь и огонь только и стоят у него в глазах. /…/

…из «Пламени» нам придётся, рады мы или не рады, запомнить кое-что о России. Пусть это приложится к «познанию России», и мы лишний раз испугаемся, вспоминая, что наш бунт, так же, как и был, может опять быть «бессмысленным и беспощадным» (Пушкин); что были в России «кровь, топор и красный петух», а теперь стала «книга»; а потом опять будет кровь, топор и красный петух. Не всё можно предугадать и предусмотреть. Кровь и огонь могут заговорить, когда их никто не ждёт. Есть Россия, которая, вырвавшись из одной революции, жадно смотрит в глаза другой, может быть, ещё более страшной.
В начале 1920-х Карпов издает два сборника стихов «Звездь» и «Русский ковчег», книги рассказов «Трубный голос» и «Погоня за радостью», две пьесы из жизни сектантов — «Богобес» и «Три зари».
В 1922 году в доме Карпова проводят обыск, после чего писателя практически перестают печатать. Начиная с 1926 года, как и многие неугодные власти литераторы той поры, занимался переводами с языков народов СССР. С конца 1920-х годов Карпов начинает работать над автобиографической повестью «Из глубины».
В 1933 году в издательстве «Никитинские субботники» вышла в свет небольшая часть из написанной к тому времени повести «Верхом на солнце».
В середине 1930-х пишет роман «Путешествие по душам», также оставшийся неопубликованным.
Перед Великой Отечественной войной он получил жильё в Москве. Жил в основном на пособия от литературных организаций и на командировочные. В 1956 году опубликована первая часть воспоминаний «Из глубины».
Скончался в  27 мая 1963 года. Похоронен в своём родном селе. В 2007 г. в журнале «Наш современник» (№ 2) опубликован роман «Кожаное небо», созданный в 1920—1922 гг.

## Издания
- Карпов П. Говор зорь. — СПб., изд. Пушкинского т-ва, 1909. — 96 с.
- Карпов П. Знойная лилия. — СПб., «Союз», 1911.
- Карпов П. Пламень. Из жизни и веры хлеборобов. — СПб, «Союз», 1913; то же, Москва, 2004.
- Карпов П. Трубный голос. Рассказы. — М., Госиздат, 1920.
- Карпов П. Звездь. Стихи. — М., «Поморье», 1922.
- Карпов П. Русский ковчег. — М., «Новая жизнь», 1922.
- Карпов П. Богобес. Драматический эскиз. — М., «Новая жизнь», 1922.
- Карпов П. Верхом на солнце. — М., «Никитинские субботники», 1933.
- Карпов П. Из глубины. — М., «Советский писатель», 1956.
- Карпов П. Пламень. Русский ковчег. Из глубины. — М.: «Худлит», 1991.
- Карпов П. Собрание сочинений в 2-х томах. — Курск, «Славянка», 2011.
- Карпов П. Светильник любви. — Воронеж, «CHAOSSS/PRESS», 2017.
- Карпов П. Пламень. — Воронеж, «CHAOSSS/PRESS», 2023.